# ハナハマセンブリ
ハナハマセンブリは、リンドウ科ケンタウリウム属の植物である。ベニバナセンブリとよく似ている。一年草。

## 概要
ハナハマセンブリは、ベニバナセンブリより花弁の中央の白がくっきりしており、ピンクの色も濃い。また、花冠烈片は細い。花弁が6枚になっているものもよくある。つぼみはほっそりしている。ヨーロッパ原産の帰化植物。針形の葉は十字対生し幅広で外側に反る。またベニバナセンブリと比べてやや薄い緑で、波打たない。花は集散花序をなし、直径9-11ミリメートルでベニバナセンブリより小さい。
3月に発芽し、ロゼットはない。花期は6-9月頃。雄蕊は5本、雌蕊は1本で花冠から突き出している。
茎は4稜で、中空。上部の枝分かれが多い。
夕方になると花を閉じ、翌朝また花開く。また、雨の時は花が開かない。